# Zubki (obwód miński)
Zubki (biał. Зубкі; ros. Зубки) – agromiasteczko na Białorusi, w obwodzie mińskim, w rejonie kleckim, około 8 km na wschód od Klecka. Siedziba sielsowietu.

## Historia
Co najmniej od końca XIX wieku do 1939 roku majątek ten należał do rodziny Bernowiczów. W 1913 roku był własnością Jerzego Bernowicza, następnie jego spadkobierców.
Po II rozbiorze Polski w 1793 roku tereny te, wcześniej należące do województwa nowogródzkiego Rzeczypospolitej, znalazły się na terenie powiatu słuckiego (ujezdu) guberni mińskiej Imperium Rosyjskiego. Po ustabilizowaniu się granicy polsko-radzieckiej w 1921 roku Zubki wróciły do Polski, zostały siedzibą gminy Kleck w powiecie nieświeskim województwa nowogródzkiego, od 1945 roku – w ZSRR, od 1991 roku – na terenie Republiki Białorusi.

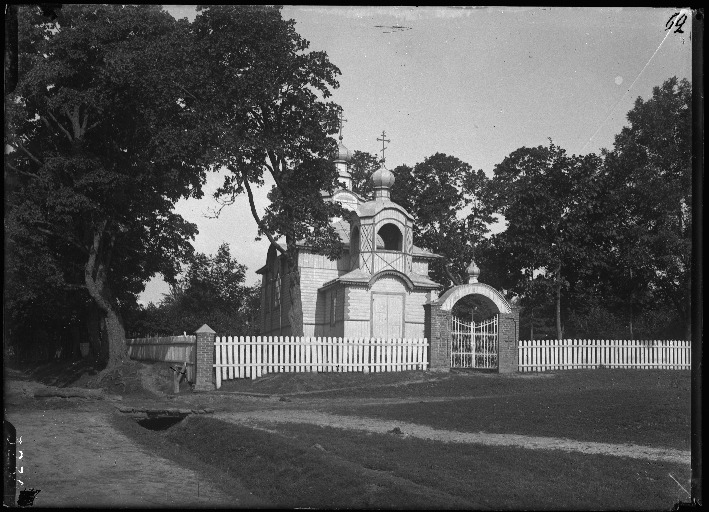
Cerkiew w Zubkach przed 1939 rokiem

We wsi prawdopodobnie w XIX wieku wzniesiono Cerkiew Opieki Matki Boskiej. Została zniszczona po 1960 roku.
Obecnie w agromiasteczku działa szkoła średnia, „pałac kultury”, biblioteka i poczta. W 1997 roku mieszkało tu 700 mieszkańców, w 2009 – 499.

## Dawny dwór
Do 1939 roku w Zubkach stał niewielki, dziewięcioosiowy, parterowy, drewniany dwór wzniesiony na planie szerokiego prostokąta, na wysokiej podmurówce, nieotynkowany. Nad wejściowym gankiem był trójkątny fronton wsparty na czterech czworograniastych filarach. 
Po lewej stronie dworu stała oficyna o podobnej konstrukcji jak główny dom, jednak na planie kwadratowym. Dwór stał wśród dużego ogrodu angielskiego.
Dwór istniał prawdopodobnie do II wojny światowej.
Majątek w Zubkach został opisany w 2. tomie Dziejów rezydencji na dawnych kresach Rzeczypospolitej Romana Aftanazego.